# Mieke Jaapies
Maria "Mieke" Jaapies, née le 7 août 1943 à Wormerveer, est une kayakiste néerlandaise.

## Carrière
Aux Championnats du monde de course en ligne de canoë-kayak de 1970 et aux Championnats du monde de course en ligne de canoë-kayak de 1971, elle est médaillée d'argent en K-1 500 m. 
Mieke Jaapies participe aux Jeux olympiques de 1972 à Munich et remporte la médaille d'argent en K-1 500 m.